# 6 Boötis
6 Boötis (e Boötis) é uma estrela na direção da Boötes. Possui uma ascensão reta de 13h 49m 42.82s e uma declinação de +21° 15′ 50.6″. Sua magnitude aparente é igual a 4.92. Considerando sua distância de 368 anos-luz em relação à Terra, sua magnitude absoluta é igual a −0.34. Pertence à classe espectral K4III.